# Municipio San Felipe del Progreso
Koordinaten: 19° 43′ N, 99° 57′ W
San Felipe del Progreso ist ein Municipio im mexikanischen Bundesstaat México. Die Gemeinde hatte im Jahr 2010 100.201 Einwohner, ihre Fläche beträgt 369,8 km². Verwaltungssitz ist das gleichnamige San Felipe del Progreso.

## Geographie
San Felipe del Progreso liegt im Nordwesten des Bundesstaates México, etwa 60 km nordwestlich von Toluca de Lerdo, auf einer Höhe von bis zu 3300 m. Die Fläche des Municipios wird überwiegend landwirtschaftlich genutzt. Die größte Wasserfläche im Municipio bildet der Stausee von Tepetitlán.
Das Municipio San Felipe del Progreso grenzt an die Municipios Ixtlahuaca, Jocotitlán, El Oro, San José del Rincón, Villa Victoria und Almoloya de Juárez.

## Orte
Im Municipio liegen 104 Ortschaften, von denen zwei über 5.000 Einwohner, 23 weitere über 1.500 und weitere 38 über 500 Einwohner haben. Die größten Orte sind:
| Ortsname                      | Bevölkerung (2010) |
| ----------------------------- | ------------------ |
| San Nicolás Guadalupe         | 5.905              |
| San Miguel la Labor           | 5.414              |
| San Pedro el Alto             | 4.925              |
| San Agustín Mextepec          | 4.920              |
| San Felipe del Progreso       | 4.350              |
| Calvario del Carmen           | 4.101              |
| Emilio Portes Gil             | 3.737              |
| San Antonio de las Huertas    | 3.549              |
| Dolores Hidalgo               | 3.374              |
| San Lucas Ocotepec            | 3.043              |
| Purísima Concepción Mayorazgo | 2.676              |
| San Juan Jalpa Centro         | 2.667              |
| San Jerónimo Bonchete         | 2.564              |